# Île Gordon
Pour les articles homonymes, voir Gordon.
L'île Gordon (en espagnol : Isla Gordon) est une île de l'archipel de Terre de Feu. L'île est rattachée administrativement à la commune de Cabo de Hornos, dans la région de Magallanes et de l'Antarctique chilien, au Chili. Elle a une superficie de 591 km2. Son point culminant (non nommé) est à une altitude de 1 548 mètres, il se situe dans la partie orientale de l'île.
L'île Gordon est situé au nord-ouest de l'île Hoste. Au nord, le canal Beagle la sépare de la grande île de la Terre de Feu. À l'ouest de l'île se trouvent l'île O'Brien, l'île Londonderry, l'île London, l'île Thompson, l'île Olga et l'île Darwin.

## Géographie
L'île est située à l'est du seno Darwin, qui divise le canal Beagle en deux passages appelés Brazo del Noroeste et Brazo del Sudoeste contournant l'île respectivement par le nord et par le sud. Le Brazo del Sudoeste débouche dans la baie Cook et l'océan Pacifique, raison pour laquelle il n'est pas recommandé pour la navigation. Le Brazo del Noroeste, quant à lui, se prolonge dans la continuation du canal Beagle depuis le seno Darwin en direction de l'est.
L'île, orientée ouest-est, mesure 28 milles de long et 9,5 milles de large. Elle a une forme de triangle isocèle, dont la base se situe à l'ouest. Montagneuse, elle se termine à l'est par la pointe Divide, sur laquelle se trouve le phare Punta Divide.
Sur la côte nord de l'île se détachent deux entrées profondes, la baie Tres Brazos et la baie Romanche. Sur la côte sud se trouve la baie Fleuriais.

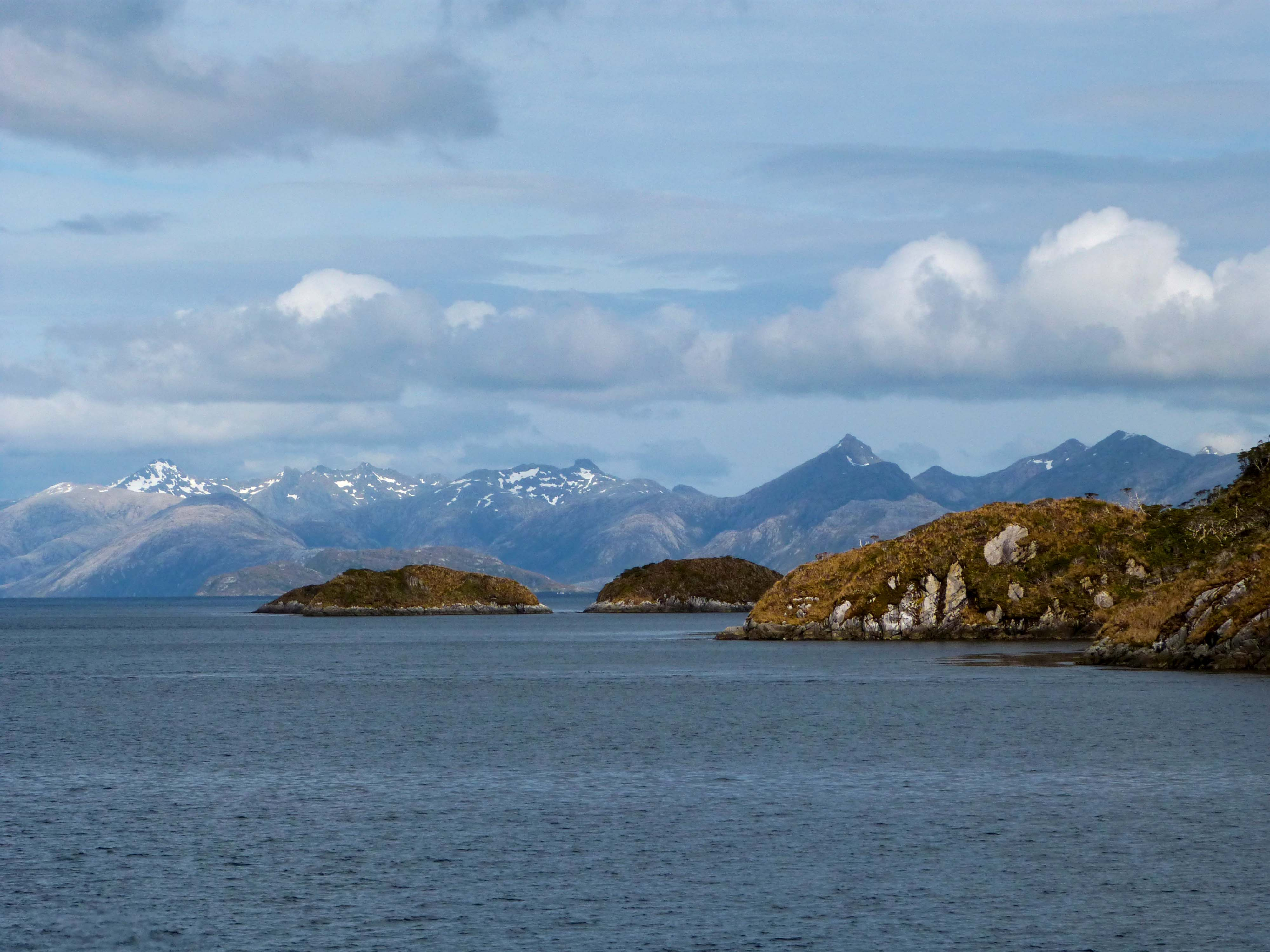
Vue de l'île Gordon depuis la canal Beagle.